# Lake Mattamuskeet
Localização da Carolina do Norte nos E.U.A.
Lake Mattamuskeet é um território não organizado  localizado no  condado de Hyde no estado estadounidense da Carolina do Norte. No ano 2010 tinha uma população de 7 habitantes.

## Geografia
O território de Lake Mattamuskeet encontra-se localizado nas coordenadas 35° 31′ 45,15″ N, 76° 13′ 43,92″ O.